# Światek nasz kochany
Światek nasz kochany - tom humoresek autorstwa Janusza Przybysza z 1968.
Zbiór zawiera 65 humoresek zgrupowanych w czterech rozdziałach: Chwila wspomnień (18 utworów), Pracowity dzionek (18 utworów), Cudowny wypoczynek (16 utworów) i Życie towarzyskie (13 utworów). Niewielka część z nich ma postać dramatyczną. Dotyczą codziennego życia w rzeczywistości ustroju socjalistycznego i zmagania się z absurdami biurokracji, ale także tradycyjnych ludzkich przywar i wynikłych z nich problemów. Był to trzeci tom humoresek autora, po Przygodach dżentelmenów (1962) i Moich dobrych nieznajomych (1966). Pierwsze wydanie ilustrował Przemysław Bytoński.